# ヨルゴス・モヴロプサリディス
ヨルゴス・モヴロプサリディス（Yorgos Mavorpsaridis）は、ギリシャの映画編集技師である。ヨルゴス・ランティモス監督作品への参加で知られ、『女王陛下のお気に入り』により第91回アカデミー賞編集賞にノミネートされた。ロンドン・フィルム・スクールの卒業生である。

## 主なフィルモグラフィ
- 籠の中の乙女 Κυνόδοντας (2009)
- アルプス Alpies (2011)
- ロブスター The Lobster (2015)
- 聖なる鹿殺し キリング・オブ・ア・セイクリッド・ディア The Killing of a Sacred Deer (2017)
- 女王陛下のお気に入り The Favourite (2018)
- スーサイド・ツーリスト〜囚われの旅行者〜（デンマーク語版） Selvmordsturisten (2019)
- 哀れなるものたち Poor Things (2023)
- 憐れみの3章 Kinds of Kindness (2024)

## 受賞とノミネート
| 賞                               | 年   | 部門                          | 作品名               | 結果       |
| -------------------------------- | ---- | ----------------------------- | -------------------- | ---------- |
| アカデミー賞                     | 2018 | 編集賞                        | 女王陛下のお気に入り | ノミネート |
| アカデミー賞                     | 2023 | 編集賞                        | 哀れなるものたち     | ノミネート |
| 英国アカデミー賞                 | 2018 | 編集賞                        | 女王陛下のお気に入り | ノミネート |
| 英国アカデミー賞                 | 2023 | 編集賞                        | 哀れなるものたち     | ノミネート |
| アメリカ映画編集者協会賞         | 2016 | 長編映画編集賞 (コメディ部門) | ロブスター           | ノミネート |
| アメリカ映画編集者協会賞         | 2018 | 長編映画編集賞 (コメディ部門) | 女王陛下のお気に入り | 受賞       |
| アメリカ映画編集者協会賞         | 2023 | 長編映画編集賞 (コメディ部門) | 哀れなるものたち     | ノミネート |
| 英国インディペンデント映画賞     | 2018 | 編集賞                        | 女王陛下のお気に入り | ノミネート |
| クリティクス・チョイス・アワード | 2018 | 編集賞                        | 女王陛下のお気に入り | ノミネート |
| クリティクス・チョイス・アワード | 2023 | 編集賞                        | 哀れなるものたち     | ノミネート |